# Livet är en schlager
Livet är en schlager är en svensk dramafilm från 2000. Filmen regisserades av Susanne Bier. Manuset är skrivet av Jonas Gardell. En musikalversion av filmen sattes upp på Cirkus 2014. 

## Handling
Filmen handlar om fyrbarnsmamman Mona som är tokig i Melodifestivalen, till exempel har hennes döttrar fått namnen "Kikki", "Anna Book", "Lena Ph" och "Carola". Hennes man är arbetslös, själv jobbar hon som personlig assistent åt David som har en cp-skada. David är en duktig musiker som en dag spelar upp en egenskriven melodi för Mona. Mona bestämmer sig för att skriva en text för låten som hon sedan, utan Davids vetskap, skickar in till Melodifestivalen under förespegling att hon har skrivit låten själv.
Melodifestivallåten Handen på hjärtat med Sofia Källgren förekommer i filmen.

## Rollista (i urval)
- Helena Bergström – Mona
- Jonas Karlsson – David
- Thomas Hanzon – Bosse
- Björn Kjellman – Candy
- Johan Ulveson – producent
- Katarina Ewerlöf – Projektledaren
- Regina Lund – Sabina
- Malin Cederbladh – Sofie, stylist
- Ulf Larsson – TV-programledare
- Sandra Kassman – Anna Book
- Lasse Kronér – programledare Melodifestivalen
- Sissela Kyle – arbetsförmedlare
- Leif Andrée – man i tunnelbanan
- Jessica Zandén – mor på kafé
- Göran Forsmark – journalist Tomas Torp
- Malin Cederbladh – stylist
- Douglas Johansson – frisör
- Rolf Skoglund – läkare
- Katarina Weidhagen – vårdbiträde
- Roine Söderlundh – dansare
- Steve Kratz – orkesterledare
- Rickard Sjöberg – TV-reporter
- Jimmy Lindström – vaktmästare
- Frida Hallgren – TV-medarbetare
- Peter Perski – TV-medarbetare
- Sanna Bråding - okrediterad